# 白河 (唐白河)
白河，古稱淯水，東晉時爲避晉簡文帝司馬昱名諱改稱白河，是流經中國河南、湖北的一條河流，發源於伏牛山，干、支流大部流經南陽盆地，之後在湖北襄陽市襄州區雙溝鎮，與唐河合流成爲唐白河，注入漢江。長312公里。白河流域覆蓋漢水支流中最大面積。
2000-2010年间，因南陽地區工業發展，河水污染嚴重。白河的上游有水利工程鴨河口水庫。
南阳市政府已经意识到白河水质差带来的影响，2014年12月开始投入专项资金治理白河水质，对梅溪河、温凉河等支流进行治理，同时新建人工沙滩。2016年6月30日白河中心城区段综合整治一期工程完工，白河水质得到显著提升。

## 桥梁
南阳：卧龙大桥、淯阳桥、仲景大桥、光武大桥、白河大桥、雪枫大桥、南阳大桥。

## 航运
1960年白河上游的鸭河口水库建成，白河下游已经无水。

## 延伸阅读
[在维基数据编辑]
 《欽定古今圖書集成·方輿彙編·山川典·淯水部》，出自陈梦雷《古今圖書集成》